# Планинці (Смолянська область)
Плани́нці (болг. Планинци) — село в Смолянській області Болгарії. Входить до складу общини Мадан.

## Населення
За даними перепису населення 2011 року у селі проживали 0 осіб.
Динаміка населення: